# SHA-2
SHA-2 (англ. Secure Hash Algorithm Version 2 — безпечний алгоритм хешування, версія 2) — збірна назва односторонніх геш-функцій SHA-224, SHA-256, SHA-384 і SHA-512. Геш-функції призначені для створення «відбитків» або «дайджестів» повідомлень довільної бітової довжини. Застосовуються в різних додатках або компонентах, пов'язаних із захистом інформації.

## Історія
Геш-функції SHA-2 розроблені Агентством національної безпеки США і опубліковані Національним інститутом стандартів і технології США у федеральному стандарті обробки інформації FIPS PUB 180-2 в серпні 2002 року.
У цей стандарт також увійшла геш-функція SHA-1, розроблена в 1995 році.
У лютому 2004 року до FIPS PUB 180-2 була додана SHA-224.
У жовтні  2008 року вийшла нова редакція стандарту — FIPS PUB 180-3.
В липні 2006 року з'явився стандарт RFC 4634 «Безпечні геш-алгоритми США (SHA і HMAC-SHA)», що описує SHA-1 і сімейство SHA −2.
Агентство національної безпеки від імені держави випустило патент на SHA-2 під ліцензією Royalty Free.

## Алгоритм

### Загальний опис

Схема однієї ітерації алгоритмів SHA-2

Геш-функції сімейства SHA-2 побудовані на основі структури Меркла-Демґарда.
Початкове повідомлення після доповнення розбивається на блоки, кожен блок — на 16 слів. Алгоритм пропускає кожен блок повідомлення через цикл з 64-ма чи 80-ма ітераціями (раундами). На кожній ітерації 2 слова перетворюються, функцію перетворення задають інші слова. Результати обробки кожного блоку складаються, сума є значенням геш-функції.
Алгоритм використовує такі бітові операції:
- ǁ — Конкатенація,
- + — Додавання,
- And — Побітове «І»,
- Or — Побітове «АБО»,
- Xor — Виключне «АБО»,
- Shr (Shift Right) — Логічний зсув вправо,
- Rotr (Rotate Right) — Циклічний зсув вправо.

У наступній таблиці показані деякі технічні характеристики різних варіантів SHA-2. «Внутрішній стан» означає проміжну геш-суму після обробки чергового блоку даних:
| Геш-функція | Довжина дайджесту повідомлення (біт) | Довжина внутрішнього стану (біт) | Довжина блоку (біт) | Максимальна довжина повідомлення (біт) | Довжина слова (біт) | Кількість ітерацій в циклі |
| ----------- | ------------------------------------ | -------------------------------- | ------------------- | -------------------------------------- | ------------------- | -------------------------- |
| SHA-256/224 | 256/224                              | 256                              | 512                 | 2 64 — 1                               | 32                  | 64                         |
| SHA-512/384 | 512/384                              | 512                              | 1024                | 2 128 — 1                              | 64                  | 80                         |

## Приклади
Нижче наведені приклади гешів  SHA-2. Для всіх повідомлень мається на увазі використання кодування ASCII.
```
SHA-224 ("The quick brown fox jumps over the lazy dog") 
= 730E109B D7A8A32B 1CB9D9A0 9AA2325D 2430587D DBC0C38B AD911525
```

```
SHA-256 ("The quick brown fox jumps over the lazy dog")  
= D7A8FBB3 07D78094 69CA9ABC B0082E4F 8D5651E4 6D3CDB76 2D02D0BF 37C9E592
```

```
SHA-384 ("The quick brown fox jumps over the lazy dog")   
= CA737F10 14A48F4C 0B6DD43C B177B0AF D9E51693 67544C49 4011E331 
  7DBF9A50 9CB1E5DC 1E85A941 BBEE3D7F 2AFBC9B1
```

```
SHA-512 ("The quick brown fox jumps over the lazy dog")  
= 07E547D9 586F6A73 F73FBAC0 435ED769 51218FB7 D0C8D788 A309D785 
  436BBB64 2E93A252 A954F239 12547D1E 8A3B5ED6 E1BFD709 7821233F 
  A0538F3D B854FEE6
```

Найменша зміна повідомлення в переважній більшості випадків призводить до зовсім іншого гешу внаслідок лавинного ефекту. Наприклад, при зміні  dog  на  cog  вийде:
```
SHA-256 ("The quick brown fox jumps over the lazy cog") 
= E4C4D8F3 BF76B692 DE791A17 3E053211 50F7A345 B46484FE 427F6ACC 7ECC81BE
```

## Криптоаналіз
В  2003 році Гілберт і Хандшух досліджували SHA-2, але не знайшли будь-яких вразливостей. Проте в березні 2008 року індійські дослідники Сомітра Кумар Санада і Палаш Саркар опублікували знайдені ними колізії для 22 ітерацій SHA-256 і SHA-512. У вересні того ж року вони представили метод конструювання колізій для усічених варіантів SHA-2 (21 ітерація).
Криптоаналіз геш-функції досліджує стійкість алгоритму, щонайменше, до таких видів атак:
- Знаходження колізій, тобто різних повідомлень з однаковим гешем.
- Знаходження прообразу, тобто невідомого повідомлення за його гешем.

Від стійкості геш-функції до знаходження колізій залежить безпека електронного цифрового підпису з використанням цього геш-алгоритму. Від стійкості до знаходження прообразу залежить безпека зберігання гешів паролів для аутентифікації.
Зважаючи на алгоритмічну схожість SHA-2 зі SHA-1 і наявність в останньої потенційних вразливостей шукаються кращі альтернативи. Новий стандарт називатиметься SHA-3, його визначать на конкурсі, який проводитиме Національний інститут стандартів і технологій в 2008—2012 роках.

## Застосування і сертифікація
Див також Застосування гешування
SHA-224, SHA-256,  SHA-384 і SHA-512 допускаються законом США до використання в деяких урядових програмах, включаючи використання в рамках інших криптографічних алгоритмів та протоколів, для захисту інформації, яка не має грифа секретності. Стандарт також допускає використання SHA-2 приватними та комерційними організаціями.
Геш-функції SHA-2 використовуються для перевірки цілісності даних і в різних криптографічних схемах. На 2008 рік сімейство геш-функцій SHA-2 не має такого широкого розповсюдження, як MD5 і SHA-1, незважаючи на виявлені в останніх недоліки.
Як показали дослідження, алгоритми SHA-2 працюють удвічі-втричі повільніше від інших популярних геш-алгоритмів MD5, SHA-1, Tiger та RIPEMD-160.

### Стандарти
- Secure Hash Standard (SHS) (FIPS PUB 180-4)
- SHA-3 Standard: Permutation-Based Hash and Extendable-Output Functions [Архівовано 27 січня 2018 у Wayback Machine.]
- RFC 3874 A 224-bit One-way Hash Function: SHA-224
- RFC 4634 US Secure Hash Algorithms (SHA and HMAC-SHA)

### Криптоаналіз
- Останні досягнення в криптоаналіз SHA-256/224 [Архівовано 26 січня 2012 у Wayback Machine.] (англ.)
- Аналіз усіченого варіанту SHA-256[недоступне посилання з лютого 2019] (англ.)
- Колізії усіченого варіанту SHA-256 (англ.)
- Нелінійні атаки на усічені варіанти геш-функцій SHA-2 (англ.)
- Детерміноване конструювання колізій для сімейства гешей SHA-2 з 21 ітерацій (англ.)

### Реалізації
- The OpenSSL Project [Архівовано 24 квітня 2015 у Wayback Machine.] — широко використовувана бібліотека OpenSSL crypto включає вільні реалізації SHA-224, SHA-256, SHA-384 і SHA-512.
- Crypto++ Library [Архівовано 24 лютого 2021 у Wayback Machine.] — вільна реалізація криптографічних алгоритмів на C++
- Bouncy Castle Library — вільна бібліотека Java і C # класів, яка включає реалізації SHA-224, SHA-256, SHA-384 і SHA-512, а також інших геш-алгоритмів Whirlpool, Tiger, RIPEMD, ГОСТ Р 34.11-94, MD2, MD4 і MD5
- jsSHA [Архівовано 10 січня 2018 у Wayback Machine.] — Онлайн калькулятор та вільна бібліотека Javascript, що включає повне сімейство геш-функцій SHA2, SHA3.
- Febooti fileTweak Hash & CRC [Архівовано 3 липня 2012 у Wayback Machine.] — програма для обчислення різних (MD5, SHA-1, SHA-2 та ін) гешів файлів
- ReHash [Архівовано 7 січня 2018 у Wayback Machine.] — консольна утиліта обчислення SHA1, SHA-256, SHA-384 і SHA-512.